# Раян Бейлі (легкоатлет)
Раян Бейлі  (англ. Ryan Bailey, 13 квітня 1989) — американський легкоатлет, олімпійський медаліст.

## Виступи на Олімпіадах
| Олімпіада   | Дисципліна              | Місце |
| ----------- | ----------------------- | ----- |
| Лондон 2012 | біг на 100 метрів       | 5     |
| Лондон 2012 | естафета 4 x 100 метрів | 2     |

## Зовнішні посилання
- Досьє на sport.references.com [Архівовано 15 грудня 2012 у Wayback Machine.]